# Henrik Anders Löfvenskiöld
Henrik Anders Löfvenskiöld (ursprungligen Löfgren), född 5 september 1699 på Eggeby i Östergötland, död 25 maj 1765 i Karlskrona, var en svensk ämbetsman och latinsk skald.

## Biografi
Henrik Anders Löfvenskiöld föddes 1699 på Eggeby i Östergötlands län. Han var son till landskamreren Anders Löfgren och Anna Scheibe. Löfvenskiöld blev 26 januari 1716 student vid Uppsala universitet och blev 24 november 1719 extra ordinarie kanslist] vid Krigsexpeditionen. Han var från 12 april 1720 kanslist vid Utrikesexpeditionen och blev 17 maj 1722 sekreterare hos extra ordinarie envoyén Herman Cedercreutz i Ryska imperiet. Löfvenskiöld blev 10 maj 1725 pagehovmästare, 13 april advokatfiskal i Kammarrevisionen och från 23 februari 1736 assessor i revisionen. Från 8 september 1740 var han preses i amiralitetskammarrätten. Han adlades 30 september 1743 under namnet Löfvenskiöld och introducerades i Sveriges Riddarhus 1746 som nummer 1892. År 1747 utnämndes han till amiralitetskammarråd i Amiralitetskollegium. Blev 28 april 1759 Riddare av Nordstjärneorden. Löfvenskiöld avled 1765 i Karlskrona.
Löfvenskiöld ansågs som en framstående ämbetsman. Sin främsta berömmelse ägde han dock som skald på latin och även på modersmålet. Hans tillfällighetsverser finns tryckta dels särskilt, dels i Salvius Lärda tidningar. De största bland hans latinska poem är Sueogothia exultans circa coronationem (1751) samt Ad magnum ducatum Finlandiæ (1752).
Han var bror till den kända tillfällighetsdiktaren Charlotta Löfgren.

### Familj
Löfvenskiöld gifte sig 4 juli 1728 med Ulrika Wong (1710–1786). Hon var dotter till borgmästaren Johan Wong och Märta Hubert i Stockholm. De fick tillsammans barnen Anna Märta Löfvenskiöld (1729–1746), Ulrika Sofia Löfgren (1732–1739), Johan Henrik Löfgren (1733–1733), Hedvig Apollonia Löfvenskiöld (1736–1789) som var gift med vice amiralen Mattias Lillienanckar, Carl Löfgren (1739–1739) och livdrabanten Henrik Adolf Löfvenskiöld (1748–1767).